# 直極点

直線lの直極点H

幾何学において直極点（ちょっきょくてん、英:Orthopole）は、三角形と直線に対して定義される特別な点の一つである。△ABCと直線lについて、A, B, Cからlに降ろした垂線の足をそれぞれA', B', C'とする。A', B', C'から△ABCの辺BC, CA, ABに降ろした垂線は一点で交わる。この点をlの直極点という。例えば、オイラー線の直極点はジェラベク双曲線の中心、ブロカール軸の直極点はキーペルト双曲線の中心である。
直極点は多くの性質を持つために 、様々な文献の対象となっている。特に、ある点を直極点とする直線や、直極円（orthopolar circle）と呼ばれる円が重要なテーマとなっている。

## 性質
- 直線が平行に動くとき、その直極点は直線と等距離に動き、直線に垂直な直線を成す[9]。
- 三角形の辺の直極点は垂心である。
- 中心を反中点三角形の頂点とし直線に接する円の根心はその直線の直極点である[10]。
- 垂心を通る直線の直極点をその直線で鏡映した点は九点円上にある[10]。
- 四角形ABCDについて、4頂点のうち3点から成る4つの三角形に対する、直線の直極点は共線である。その線はOrthopolar Lineと呼ばれる。
- 4本の直線から成る四角形、完全四辺形（英語版）と直線lについて、4本の直線のうち3本の直線が成す三角形に対するlの直極点は共線である。さらにそれら直極点のlに対する垂足から残りの1本の直線へ降ろした垂線は共点である[11][12]。これをこの四角形に対するlの直極点という。

### シムソン線との関係
- シムソン線の直極点は、そのシムソン線に垂直なシムソン線上にある[13]。
- 外心を通る直線lと外接円の2交点のシムソン線の交点は、lの直極点で、九点円上にある[13]。

### 円錐曲線との関係
任意の点Pを通る直線の直極点の軌跡は円錐曲線、特に楕円を成す。この楕円はシュタイナーデルトイドと接する。楕円が線分に退化するときは、Pが外接円上にあるときである（掛谷集合も参照）。Pが外心であるとき、楕円は九点円となる。

### ルモワーヌの定理
直極点をHとする直線上の任意の点Pの垂足円に対するHの方べきの値は一定である。1904年、ティモレオン・ルモワーヌによって示された。この定理の系にグリフィスの定理または第二フォントネーの定理、一般化にエイヤールの定理がある。

### 一般化
直極点は対垂三角形の関係にある一方の三角形を退化させたものの対垂の中心としてみることができる。このとき、もう一方の対垂の中心は平行な垂線が交わる点、無限遠点となる。
また直極点は任意の角に対する一般化が可能である。△ABCと直線lについて、AA', BB', CC'がlと有向角θを成すようにl上に点A', B', C'をとる。それぞれA', B', C'を通り、BC, CA, ABと有向角π - θを成す直線は一点で交わる。これを斜極点（Isopole）という。
直線lへのA, B, Cの垂線の足をそれぞれA', B', C'とする。線分AA', BB', CC'をそれぞれ点P, Q, Rが一定の比で分つとすると、P, Q, RからBC, CA, ABに降ろした垂線は共点である。比を0:1にすると直極点を得る。

## 直極円
直線lに対して、A, B, Cからlに降ろした垂線の足をそれぞれA', B', C'、BC, CA, ABの中点をD, E, Fとする。Dを中心とするB', C'を通る円、Eを中心とするC', A'を通る円、Fを中心とするA', B'を通る円の根円をlの直極円という。中心はlの直極点で、lが外心を通るとき点に退化する。虚円になることもある。
四辺形における直極点の定理の強い形として、
完全四辺形を構成する4つの三角形に対する、直線lの直極円は共軸である。
という定理が成立する。

## 関連
- パップスの六角形定理
- シムソンの定理
- 極と極線
- 三線極線
- Orthotransversal (英語版)